# Gerhart Ziller
Paul Gerhart Ziller, dit Gert Ziller, né le 19 avril 1912 à Dresde et mort le 14 décembre 1957 à Berlin-est, est un résistant au nazisme et homme politique est-allemand, qui est député, membre du Comité central du Parti socialiste unifié d'Allemagne et ministre de l'Ingénierie mécanique et ministre de l'Ingénierie lourde de la RDA.

## Biographie
Fils d'ouvrier, Ziller fait un apprentissage d'électricien et de dessinateur technique et une formation du soir d'ingénieur électricien. Il rejoint la Ligue des jeunes communistes d'Allemagne en 1927 et le Parti communiste d'Allemagne en 1930, et est rédacteur en chef du journal communiste « Arbeiterstimme » (La Voix du travailleur) de 1930 à 1933. Après 1933, il est dessinateur technique et ingénieur en mécanique. En raison de ses activités illégales (il est membre du groupe de résistance autour de Anton Saefkow), il est emprisonné à plusieurs reprises, notamment en 1944-1945 au camp de Sachsenhausen et à la prison de Leipzig.
En 1945, il devient « commissaire du peuple à la culture » à Meissen au sein de l'Association des persécutés du régime nazi fondée immédiatement après la guerre. Il occupe ensuite divers postes dans les sphères dirigeantes de la RDA. D'août 1945 à 1946, il est conseiller ministériel et chef du département du charbon, des combustibles et de l'énergie de l'administration d'État, jusqu'en 1948 directeur ministériel et chef du département principal de l'énergie des combustibles et de l'énergie au ministère des Affaires économiques, jusqu'en 1949 vice-ministre, et après avril 1949 et novembre 1950 ministre de l'Industrie et des Transports de l'État de Saxe.
De novembre 1950 à février 1953, il est ministre de l'Ingénierie mécanique et de février 1953 à janvier 1954 ministre de l'Ingénierie lourde de la RDA. À partir de juillet 1953, il est membre et secrétaire à la politique économique au Comité central du SED et à partir d'août 1953, membre de la Chambre du peuple.
Après s'être opposé à Walter Ulbricht sur des questions de politique économique, Ziller se suicide le 14 décembre 1957. Son urne est enterrée dans le complexe funéraire Pergolenweg au Mémorial socialiste du Cimetière central de Berlin-Friedrichsfelde.
En février 1958, Ziller est accusé à titre posthume par le pouvoir est-allemand d'avoir appartenu au « groupe anti-parti Schirdewan, Wollweber et autres ».